# لواء الأنفال
كان لواء الأنفال جماعة سورية معارضة تابعة لتحالف جبهة ثوار سوريا. كانت مسلحة بصواريخ مضادة للدبابات أمريكية الصنع من طراز بي جي إم-71 تاو. وتعمل الجماعة في المحافظات الجنوبية من سوريا وانضمت إلى الجبهة الجنوبية في 14 فبراير 2014. غادر اللواء مواقعه في مخيم اليرموك وانضم إلى قوات الدفاع الوطني في 8 مارس 2015.